# Stratiomys ohioensis
Stratiomys ohioensis är en tvåvingeart som beskrevs av Steyskal 1952. Stratiomys ohioensis ingår i släktet Stratiomys och familjen vapenflugor. Inga underarter finns listade i Catalogue of Life.